# Tigernán Ua Ruairc
Tigernán Ua Ruairc (... – 1172) Tigernán Ua Rairc (il cui nome anglicizzato era Tigernán O'Rourke) governò il Regno di Bréifne e fu il diciannovesimo sovrano di quella che venne in seguito chiamata la "Dinastia degli O'Rourke" (964-1605). Discendente di Ui Riagain fu uno dei molti sovrani che governavano un'Irlanda divisa e cercò di ampliare il suo regno tramite alleanze mutevoli, la più durevole delle quali fu con Tairrdelbach Ua Conchobair (1088-1156) sovrano del Connacht e Re supremo d'Irlanda e successivamente con suo figlio Ruaidri mac Tairrdelbach Ua Conchobair. Lo si ricorda per l'espulsione di Diarmuid Mac Murchadha Caomhánach dal Leinster nel 1166, successivamente Murchada si rivolse ai signori delle Marche per tornare in possesso del proprio regno che condusse alla fine all'invasione normanna dell'Irlanda.

## La crescita del potere
Le prime notizie storiche su Tigernán risalgono al 1124 quando lo si trova a capo del Regno di Bréifne come indicato da alcune fonti coeve quali gli Annali dei Quattro Maestri e vi è anche scritto come all'epoca egli fosse alleato con i sovrani di Meath e Leinster in contrapposizione a Tairrdelbach Ua Conchobair. Per quattro anni le cronache su di lui tacciono e lo ritroviamo nel 1128 quando gli Annali di Tigernach registrano diversi saccheggi ed omicidi a danno dell'Arcivescovado di Armagh.
Per tutto il decennio del 1130 si ricordano diverse incursioni sue e dei suoi uomini nelle terre degli altri sovrani e nel 1143 aiutò il nemico di un tempo e ora alleato, Tairrdelbach Ua Conchobair, a catturare il proprio figlio Ruaidri mac Tairrdelbach Ua Conchobair che si era sollevato contro di lui. Tairrdelbach era uno dei Re supremi d'Irlanda e per questo in ricompensa gli donò metà del Meath mentre l'altra metà andò a Diarmuid Mac Murchadha Caomhánach sempre per volere di Tairrdelbach. Entrambi quindi si unirono a lui in un'incursione che venne effettuata nel Munster nel 1151.

## Il rapimento di una donna e le sue conseguenze
Nel 1152 Derbforgaill (1108-1193) la moglie di Tigernán venne rapita insieme agli armenti e ad altre ricchezze per opera di Diarmuid Mac Murchadha Caomhánach che fece un'entrata nei territori di Tigernán insieme al suo mutevole alleato Tairrdelbach. Nonostante gli Annali dei Quattro Maestri attestino che ella ritornò dal marito l'anno seguente la questione non finì lì. Nel 1166 Tigernán manovrò perché Diarmuid venisse espulso dal proprio regno, il suo principale alleato Muirchertach MacLochlainn, che era succeduto a Tairrdelbach, era morto lasciandolo privo di coperture e del tutto esposto all'ira di Tigernán e a quella di Ruaidri mac Tairrdelbach Ua Conchobair, figlio di Tairrdelbach e suo successore. Nonostante fossero passati quasi quindici anni dal rapimento della moglie ad opera di Diarmuid sono molti gli storici che vedono il contributo di Tigernán nel suo esilio come vendetta per l'affronto subito.
Diarmaid si recò quindi in Aquitania presso la corte di Enrico II d'Inghilterra chiedendo aiuto al sovrano perché potesse recuperare le proprie terre, il sovrano fu d'accordo e gli diede il permesso di radunare uomini e mercenari e fra di loro vi fu anche Riccardo di Clare, II conte di Pembroke che, come da accordi, nel 1170 sposò sua figlia Eva MacMurrough così che egli avrebbe potuto ereditare il Leinster. Nel 1167 Diarmaid ritornò in patria, ma venne sconfitto dagli eserciti di Ruaidri e Tigernán, gli fu concesso di restare in Irlanda, ma dovette pagare cento once in oro per il rapimento di Derbforgaill e a sottomettersi e consegnare alcuni ostaggi a Ruaidri. Fu solo con l'arrivo di Riccardo di Clare, II conte di Pembroke, di Robert FitzStephen (1120circa-1183) e Raymond FitzGerald che i piani di Diarmaid andarono in porto fra il 1169 e il 1170 anno in cui venne conquistata Dublino dalle truppe di Diarmaid e dei suoi alleati inglesi.
Tigernán vide i propri territori di Meath razziati e secondo gli Annali di Tigernach egli convinse Ruadri a giustiziare gli ostaggi che erano sotto la loro custodia da ormai tre anni in risposta all'accaduto. Nel 1171 lui e Ruadri si lanciarono in un assedio a Dublino che era stato conquistato da di Clare l'anno precedente, tale azione fu inutile e inutili furono le altre incursioni e in una di esse venne ucciso Aodh, uno dei figli di Tigernán.
Secondo lo storico medievale Giraldus Cambrensis Tigernán fu uno dei re irlandesi che alla fine si sottomisero ad Enrico II venuto in Irlanda per verificare l'operato di Clare.

## La morte e i figli
Sempre secondo Giraldus Tigernán venne ucciso da un soldato normanno di nome Griffin FitzWilliam che era agito in difesa di Hugh de Lacy, signore di Meath e di Maurice FitzGerald, Signore di Lanstephan (1105 circa-settembre 1177) contro i quali Tigernán si era scagliato in seguito a dei negoziati falliti poco dopo la partenza di Enrico dall'Irlanda nel 1171. Altre fonti sostengono che potesse essere stato ucciso da uno dei figli di Clare.
Tigernán lasciò tre figli, Maelseachlainn che morì nel 1162, Aodh che morì attorno al 1170 e una figlia, Dubhchoblaigh, che sposò Ruaidri.